# August Pauli
Pour les articles homonymes, voir Pauli (homonymie).
August Pauli (né le 21 mai 1852 à Potsdam et mort en 1923 à Bielefeld) est un maître charpentier et député du Reichstag.

## Biographie
Pauli étudie à l'école communautaire de Potsdam de 1859 à 1866, puis les écoles de perfectionnement et l'école de dessin. Il apprend le métier de menuisier à partir de 1866, devient compagnon en 1869 et prend la relève en tant que maître charpentier le 1er avril 1881 de l’atelier de menuiserie de son père. En tant que volontaire de trois ans au 1er régiment à pied de la Garde, il participe à la guerre franco-prussienne. Pauli est membre du conseil municipal de Potsdam depuis le 1er janvier 1890 et adjoint au maire depuis le 1er janvier 1903. Il est également président de l'association régionale des guildes de charpentiers de Brandebourg. Il est le récipiendaire de l'Ordre de l'Aigle rouge de 4e classe, de l'Ordre de la Couronne de 4e classe, la médaille commémorative de 1870/71, la médaille du Centenaire et la croix de service prussien.
À partir de 1898, il est député du Reichstag pour la 7e circonscription de Potsdam (Potsdam, Havelland-de-l'Est (de), Spandau) avec le Parti conservateur allemand. En 1912, il remporte un mandat pour la 1re circonscription du grand-duché de Mecklembourg-Schwerin (Hagenow, Grevesmühlen). Ce mandat est déclaré invalide le 21 mai 1912, mais Pauli a pu remporter à nouveau la circonscription lors de l'élection partielle.